# 拟蕨马先蒿
拟蕨马先蒿（学名：Pedicularis filicula）为列当科马先蒿属的植物，是中国的特有植物。分布于中国大陆的云南等地，生长于海拔2,800米至4,880米的地区，多生长在高山草地中，目前尚未由人工引种栽培。

## 异名
- Pedicularis filicula Franch. ex Maxim. var. saganaica Hand.-Mazz.